# Piper leucophaeocaule
Piper leucophaeocaule är en pepparväxtart som beskrevs av William Trelease. Piper leucophaeocaule ingår i släktet Piper och familjen pepparväxter. Inga underarter finns listade i Catalogue of Life.